# Masanobu Izumi
Masanobu Izumi (泉 政伸, Izumi Masanobu, né le 8 avril 1944 à Préfecture de Hiroshima au Japon) est un footballeur japonais.